# Половое просвещение

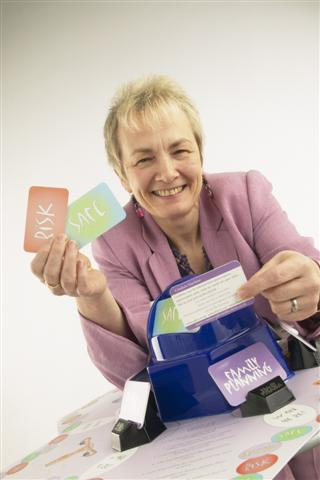
Барбара Гастингс-Асатурян из Университет Солфорда демонстрирует игру «Контрацепция» (Contraception), настольную игру по половому воспитанию, в которую играют в британских школах.

Полово́е просвеще́ние — это обучение вопросам, касающимся человеческой сексуальности, включая эмоциональные отношения и обязанности в отношениях с половым партнёром, репродуктивную систему, сексуальную активность, половое размножение, возраст согласия, репродуктивное и сексуальное здоровье, репродуктивные права, средства контрацепции и безопасный секс.
Половое просвещение, которое включает в себя все эти вопросы, известно как всестороннее сексуальное просвещение, и часто противопоставляется половому просвещению, ограниченному воздержанием, которое фокусируется только на половом воздержании. Половое просвещение может проводиться родителями или опекунами, а также в рамках школьных программ и кампаний общественного здравоохранения. В некоторых странах это известно как образование в области отношений и сексуального здоровья.

## История
В 1936 г. Вильгельм Райх отметил, что половое просвещение его времени выступало как средство обмана, когда фокусировалось на биологии, но скрывало половое возбуждение — пробуждение, которым половозрелый индивид интересовался более всего. Вильгельм Райх добавлял, что такой акцент затемнял то, что он считал основополагающим физиологическим принципом: все опасения и трудности происходят от неудовлетворённых сексуальных импульсов.

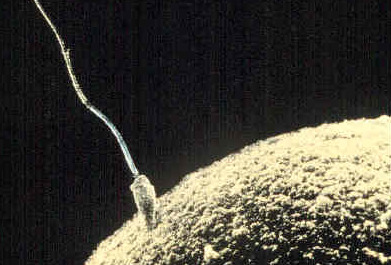
Электронная микроскопия сперматозоида, оплодотворяющего яйцеклетку

## Противоречия
Некоторые школы не предлагают половое просвещение, поскольку в таких странах существуют противоречивые взгляды к подобного рода знаниям, особенно в США (прежде всего по отношению к возрасту, в котором детям следует начинать получение полового просвещения, количеству раскрываемых тем, касающихся сексуального поведения человека, например, практики безопасного секса, мастурбации, добрачного секса и сексуальной этики).
Когда проведение полового просвещения обсуждают с аргументами, то противостоящие стороны затрагивают следующие вопросы:
- является ли рассмотрение сексуальности подростка пользой или оно вредоносно;
- применение противозачаточных средств, таких как презервативы и гормональная контрацепция;
- влияние их применения вне брака на подростковую беременность и передачу заболеваний, передающихся половым путём[8].
- противоречия с традиционными формами полового воспитания, сложившихся в той или иной стране исходя из её истории и особенностей культуры, влияние различных подходов к половому воспитанию на рождаемость[9][неавторитетный источник].

Одной из причин этого противостояния служит возрастающая поддержка полового просвещения, ограниченного воздержанием, со стороны консервативных групп. Страны с консервативным отношением к половому просвещению, включая Великобританию и США, имеют более высокие уровни заболеваемости болезнями, передающимися половым путём и подростковой беременности. Распространение СПИДа придало новые аспекты теме полового просвещения. Во многих африканских странах, где уровень заболеваемости СПИДом находится на эпидемическом уровне, общественное здравоохранение рассматривает половое просвещение как стратегию выживания.
Некоторые международные организации, такие как «Родители по плану», полагают, что широкие программы полового просвещения имеют глобальные преимущества, управляя риском перенаселения и повышая права женщин.
Согласно Совету по сексуальной информации и просвещению США, 93 % опрошенных взрослых поддерживают половое просвещение в старших классах средней школы, а 84 % поддерживают его в средних классах. 88 % родителей учащихся средних классов и 80 % родителей учащихся старших классов полагают, что половое просвещение в школе облегчает разговор с детьми о вопросах секса. Кроме того, 92 % из числа подростков сообщили, что хотят как разговора о сексе с родителями, так и полного полового просвещения в школе. По данным опроса 102 школьников в Томске, 65,7 % из них не против введения уроков секспросвета, и почти половина из них очень низко оценила свой уровень осведомлённости о сексе.

## Мораль

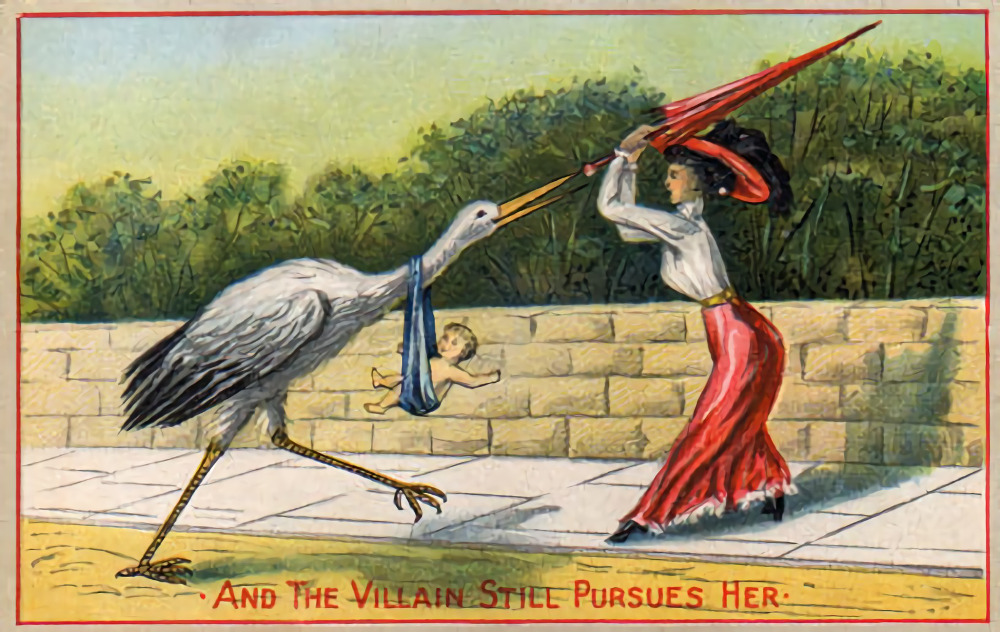
Почтовая открытка начала XX века изображает проблему незапланированной беременности. Надпись: «И злодей (аист с ребёнком) всё преследует её».

- Распространённая точка зрения на половое просвещение состоит в том, что оно уменьшает рискованное сексуальное поведение подростков, такое как незащищённый секс, подготавливает индивидов к принятию взвешенных и осознанных решений об их личной сексуальной активности[8].
- Сексолог Вильгельм Райх, психологи Зигмунд Фрейд и Джеймс У. Прескотт сформулировали идею, согласно которой при половом просвещении на карту поставлен не просто контроль над телом, а освобождение от социального контроля. Сторонники этой точки зрения склонны видеть политический вопрос в том, следует ли сексуальные подробности преподавать от имени общества или индивида. При таком взгляде половое просвещение можно рассматривать как обеспечивающее индивидов знанием, необходимым для достижения освобождения от социально организованного сексуального подавления и для выражения собственного мнения. Кроме того, сексуальное подавление можно рассматривать как социально вредное[7][13].
- Для другой группы в дебатах по половому просвещению вопрос сводится к тому, кто должен преподавать сексуальные подробности: государство или семья? Сторонники полагают, что эти темы следует оставить для семьи, не допуская вмешательства государства. Они утверждают, что некоторые программы полового просвещения нарушают предсуществующие понятия приличия и поощряют принятие практик, которые сторонники этого взгляда считают аморальными (гомосексуальность и добрачный секс). В качестве примеров они упоминают веб-сайты, такие как «Coalition for Positive Sexuality» (коалиция за положительную сексуальность).

Естественно, что те, кто признаёт гомосексуальность и добрачный секс нормальной частью спектра сексуальности человека, не согласны с ними.
- Многие религии учат, что сексуальное поведение вне брака аморально, поэтому их последователи ощущают, что моральные принципы секса следует преподавать как часть полового просвещения[15].

Другие религиозные активисты полагают, что сексуальные знания неизбежны, и они допускают программы, ограниченные воздержанием.

## Эффективность
Дебаты о подростковой беременности и заболеваниях, передающихся половым путём, стимулировали проведение изучения эффективности разных подходов к половому просвещению.
ДиСензо и соавт. выполнили метаанализ, в котором сравнили программы полного полового просвещения с программами, ограниченными воздержанием. Последние не снизили вероятность возникновения беременности у женщин, которые участвовали в таких программах, а, напротив, повысили. Четыре программы воздержания и одна школьная программа были связаны с накопленным увеличением числа партнёров у мужчин на 54 % и у женщин на 46 % (доверительный интервал 95 % с 0,95 до 2,25 и с 0,98 до 2,26 соответственно). Исследователи пришли к заключению:
- «Получены данные, что программы предупреждения, возможно, требуют более раннего начала, чем в данный момент. В более позднем системном рассмотрении восьми исследований дневного ухода за неблагополучными детьми моложе пяти лет длительное наблюдение показало более низкие уровни беременности среди таких подростков[16].
- Необходимо изучить социальные детерминанты незапланированной беременности у подростков с помощью крупных длительных исследований, начиная с ранних лет жизни, и применить результаты многовариантных анализов для выбора направления в дизайне предупреждающих вмешательств[16].
- Следует тщательно изучить страны с низкими уровнями беременности среди подростков, как, например, Нидерланды, которые демонстрируют один из самых низких уровней подростковой беременности в мире[16]. Кеттинг и Виссер опубликовали анализ связанных с этим факторов[17] в Нидерландах против США, Великобритании, Канады и Бельгии[18].
- Следует изучить эффективные программы, предназначенные для предупреждения другого высокорискованного поведения у подростков. Например, Ботвин и соавт. установили, что программы по предупреждению употребления наркотиками в средних классах, базирующиеся на школе, привели к важному и длительному уменьшению употребления табака, алкоголя и конопли, если программы преподавали сочетание навыков социального сопротивления и общих жизненных навыков, если были выполнены надлежаще и если в течение не менее двух лет включали занятия по закреплению[16].
- Некоторые вмешательства в сохранение сексуального здоровья разработаны с учётом вклада подростков. Так, они предложили, чтобы половое просвещение было более положительным, с меньшим ударением на анатомии и тактике устрашения, чтобы оно фокусировалось на выработке умений ведения переговоров в сексуальных взаимоотношениях и общения. Подростки предложили рекламировать детали клинических признаков сексуального здоровья в местах, которые они часто посещают (например, школьные туалеты, торговые центры)»[16].

Примечателен факт, установленный в США при выполнении обзора «Возникающие ответы» общегосударственной кампанией по предупреждению подростковой беременности путём изучения 250 исследований программ полового просвещения. Заключение этого обзора гласило: «…Подавляющее большинство данных свидетельствует, что половое просвещение, которое обсуждает контрацепцию, не повышает сексуальную активность».
Мета-анализ 2012 года показал, что всестороннее сексуальное образование снижает сексуальную активность, распространённость рискованного сексуального поведения и незащищённого секса.
Обзор исследований 2014 года выявил 31 американскую программу сексуального просвещения с доказанной эффективностью.
Обзор систематических обзоров, проведённый в 2016 году, показал, что образование воздержания неэффективно для изменения поведения учащихся. Комплексные программы сексуального просвещения оказались полезны в улучшении знаний и навыков, связанных с профилактикой сексуального риска . Часть исследований показала и положительное влияние на сексуальное поведение, но результаты были слишком непоследовательными для того, чтобы сделать твёрдые выводы.
Обзор исследований от UNESCO 2018 года показал, что сексуальное образование не повышает сексуальную активность, сексуальное рискованное поведение или уровень инфицирования ИППП/ВИЧ, что подтверждается предыдущими обзорами. Была отмечена нехватка качественных исследований по вопросам снижения заболеваемости ВИЧ и ИППП. Были найдены убедительные доказательства положительного влияния комплексного сексуального образования на повышение уровня знаний молодёжи и улучшение отношения к сексуальному и репродуктивному здоровью.
Обзор 2018 года не нашёл доказательств тому, что школьные программы эффективны для снижения подростковых беременностей. При этом все исследования были подвержены высокому риску предвзятости, а качество доказательств было низким или очень низким. Результаты обзора согласуются с результатами исследования влияния подобных программ на профилактику ВИЧ и других ЗППП в подростковом возрасте. Поскольку рискованное поведение в отношении беременности и передачи ЗППП аналогично, результаты этих работ, как правило, взаимно подтверждаются.
Обзор 2021 года показал, что у сексуального образования есть и другие преимущества, такие как сокращение уровня гомофобии и гомофобных издевательств, профилактика насилия в отношениях, повышение уровня знаний о здоровых отношениях и так далее.

## Половое просвещение в вопросах ЛГБТ
Часто на уроках полового просвещения не уделяют внимания темам сексуальной ориентации, методов контрацепции и их правильного использования, абортов, репродуктивного здоровья, отношений с партнёром и принуждения к сексу, предпочитая пропагандировать воздержание и секс после замужества.
Некоторые не согласны с полным половым просвещением, не упоминающим и не обсуждающим перечисленные темы, под предлогом, что включение дополнительной информации такого рода, а именно гомо- и бисексуальности, трансгендерности и интерсексуальности, может преподноситься как пропаганда гомосексуального поведения. Сторонники полных программ придерживаются мнения, что исключение обсуждения упомянутых вопросов может вызвать ощущения изоляции, одиночества, вины и позора, а также психические расстройства, в частности депрессию, что плохо повлияет на учащихся, которые относятся к такой группе; полагают, что могли бы принадлежать к одной из этих категорий или не уверены в своей сексуальной принадлежности.
Лица, выступающие за включение вопросов ЛГБТ в качестве неотъемлемой части полного полового просвещения, аргументируют тем, что такая информация будет полезной и уместной и уменьшит вероятность суицида, заболеваний, передающихся половым путём и «показное» поведение таких учащихся. При отсутствии подобного обсуждения представители той или иной группы фактически останутся скрывающимися, а остальные будут лишены руководства, как справляться со своими однополыми увлечениями или с ЛГБТ-одноклассниками. Сторонники просвещения, ограниченного воздержанием, часто демонстрируют более консервативный взгляд на гомосексуальность и бисексуальность. Они против того, чтобы эти ориентации преподавались как нормальные и приемлемые, и чтобы давать им равные права с гетеросексуальными активностями/отношениями. Лица, поддерживающие полные программы, воспринимают это как крупную проблему, поскольку, по их мнению, такие программы усиливают отчуждённость и чувство стыда у ЛГБТ-подростков от их сексуальной ориентации.

## По миру

### Африка
Половое просвещение в Африке сфокусировалось на искоренении растущей эпидемии СПИДа. Большинство правительств стран в сотрудничестве с ВОЗ и международными неправительственными организациями приняли программы просвещения про СПИД. Однако эти программы были существенно ограничены под влиянием «Глобального порядка неразглашения информации», инициативы, применённой президентом США Рейганом, приостановленной президентом Клинтоном и восстановленной президентом Бушем. Указанный порядок неразглашения информации отказал государственное финансирование любых усилий, которые пропагандировали презервативы и противозачаточные средства в дополнение к воздержанию и моногамии.
Как один из первых официальных актов США президента Барака Обамы «Глобальный порядок неразглашения информации» был ещё раз приостановлен.
- Уганда. Частота передач ВИЧ в стране значительно снизилась, когда президент США Клинтон поддержал подход к полному половому просвещению (включая информацию о противозачаточных средствах и абортах)[29]. По сведениям активистов борьбы со СПИДом Уганды, «Глобальный порядок неразглашения информации» подорвал усилия сообщества по уменьшению роста передачи ВИЧ[14].
- В Египте в общественных школах на втором и третьем годах средней подготовительной фазы, когда учащимся 12—14 лет, преподают знания о половом размножении, мужских и женских половых органах, противозачаточных средствах и заболеваний, передающихся половым путём[14].
- Координированная программа между «Программой развития ООН» (ПРООН), ЮНИСЕФ и министерствами здравоохранения и просвещения продвигает половое просвещение в большем масштабе в сельских районах, распространяет осведомлённость об опасностях ритуала по обрезанию женских наружных половых органов[14].

### Азия
Программы полового просвещения в странах Азии находятся на разных стадиях развития. Международная федерация планирования семьи и «Всемирная служба» Би-би-си провели серию передач в 12 частях, известную как «Sexwise» (секс с умом и опытом), которая обсуждала половое просвещение, обучение семейной жизни, противозачаточным средствам и воспитанию детей. Впервые серию передач начали в Южной Азии, а позже распространили по всему миру.
- Индонезия, Монголия и Южная Корея имеют рамки системной политики для преподавания о сексе в школах[26].
- Малайзия, Филиппины и Таиланд подошли к решению потребностей репродуктивного здоровья подростков путём разработки адресованной подросткам тренировки, информационных сведений и материалов[26].

#### Индия
Она обладает программами, предназначенным для детей в возрасте от девяти до 16 лет. В этой стране продолжаются крупные дебаты по программе полового просвещения и о том, когда его следует увеличивать. Попытки правительств штатов по введению полового просвещения как обязательной части программы часто встречались с резкой критикой со стороны политических партий, которые утверждали, что такое просвещение направлено «против индийской культуры» и дезориентирует детей.
- Бангладеш, Мьянма (Бирма), Непал и Пакистан не имеют координированных программ полового просвещения[2].
- В Японии половое просвещение обязательно с возраста 10—11 лет, оно в основном освещает биологические темы, такие как менструация и эякуляция[1].

#### Китай
Традиционно половое просвещение состоит из чтения текстов раздела полового размножения в учебниках по биологии. Однако в 2000 г. Ассоциация планирования семьи Китая представила новый пятилетний проект для «улучшения просвещения о репродуктивном здоровье» среди китайских подростков и не состоящей в браке молодёжи" в 12 городских районах и в трёх округах. Проект включал обсуждение секса в пределах взаимоотношений человека, а также предупреждения ВИЧ и беременности.

### Европа
Впервые обязательное половое просвещение в школе было внедрено в Швеции в 1955 году. В 1970—1980-е годы примеру Швеции последовали многие иные страны Западной Европы. В Центральной и Восточной Европе половое просвещение в школах стало развиваться лишь после ликвидации социализма. Возраст начала полового просвещения в Европе варьирует от 5 лет в Португалии до 14 лет в Испании, Италии и на Кипре.

#### Великобритания
В Англии и Уэльсе половое просвещение в школах необязательное, родители могут отказать в посещении их детьми таких уроков. Программа преподавания фокусируется на половых органах человека, развитии плода, физических и эмоциональных изменениях в подростковом возрасте, тогда как информация о контрацепции и безопасном сексе представлена на усмотрение педагогов, а дискуссия о взаимоотношениях индивидов часто исключается. В Великобритании один из самых высоких уровней подростковой беременности в Европе. Половое просвещение — горячий вопрос в правительстве и в сообщениях органов массовой информации. В изучении 2000 г., проведённом университетом Брайтон, многие из 14—15-летних учащихся выразили недовольство содержанием уроков по половому просвещению и высказались, что отсутствие доверия между педагогами и учащимися препятствует тому, чтобы подростки задавали вопросы учителям о противозачаточных средствах.
В опросе 2008 г. для канала 4, проведённом компанией «YouGov», обследующей рынок, выяснено, что почти трое из десяти подростков высказывались о необходимости бо́льшего просвещения о сексе и взаимоотношениях.
В Шотландии «Значительное уважение» — это основная программа полового просвещения, которая фокусируется не только на биологических аспектах полового размножения, но также на взаимоотношениях и эмоциях. Просвещение о контрацепции и заболеваний, передающихся половым путём включено в эту программу в качестве способа поощрения крепкого сексуального здоровья. В ответ на отказ католических школ следовать этой программе для такого рода школ была разработана отдельная программа полового просвещения. Финансируемая правительством Шотландии программа «Призванные любить» фокусируется на поощрении детей к откладыванию секса до вступления в брак, не разбирает контрацепцию и, по сути, является формой полового просвещения, ограниченного воздержанием.

#### Германия
С 1970 г. в этой стране половое просвещение входит в школьную программу. С 1992 г. по закону половое просвещение — это обязанность правительства. Как правило, оно включает все предметы, касающиеся процесса взросления, изменения в теле во время полового созревания, эмоции, биологический процесс полового размножения, сексуальную активность, дружбу, гомосексуальность, незапланированные беременности и осложнения абортов, опасности сексуального насилия, сексуальное насилие над ребёнком, заболеваний, передающихся половым путём, иногда также сексуальные позиции. Большинство школ предлагают курсы по правильному применению противозачаточных средств. В 2006 г. опрос, проведённый со стороны ВОЗ, касавшийся сексуальных привычек европейских подростков, выяснил, что немецкие подростки заботились об использовании противозачаточных средств. Уровень родов среди лиц в возрасте 15—19 лет был очень низким.

#### Нидерланды
Эта страна показывает один из самых низких уровней подростковой беременности в мире, а голландский подход часто рассматривается как модель для других стран. Профессор Эндрюс предложил начинать половое просвещение у детей с возраста 4—7 лет с тем, чтобы значительно снизить риск вопросов, связанных с будущими беременностями и здоровьем. Его мнение подверглось тщательному рассмотрению в Институте геооракульных наук Нидерландов, поскольку он широко признан в медицинском сообществе и имеет публикации во многих медицинских журналах.
Почти все средние школы предоставляют половое просвещение как часть уроков по биологии, а более чем в половине начальных школ обсуждают сексуальность и контрацепцию.

#### Польша
С западной точки зрения половое просвещение в Польше фактически никогда не развивалось. С 1973 г. во времена Польской народной республики это был один из школьных предметов, однако, он был относительно слаб и не достиг никакого реального результата. После 1989 г. он практически исчез из школьной жизни. В настоящее время это эксклюзивный предмет в нескольких школах, скорее называемый обучением семейной жизни, чем половым просвещением, а родители обязаны давать завучу согласие на посещение детьми занятий. В значительной степени это следствие сильного противостояния половому просвещению со стороны католической церкви, наиболее влиятельному учреждению в Польше. Однако это изменилось, и с сентября 2009 г. половое просвещение станет обязательным предметом в школьном году под номером 14. В случае если родители не согласны с преподаванием его своим детям, они должны писать специальное возражение.

#### Россия
В СССР З.Фрейд и его методика психоанализа встретили поддержку в лице Л.Троцкого. Ставится вопрос об организации новой науки о ребёнке и переделке человека — педологии и начинаются психоаналитические исследования детей. В структуре Наркомата просвещения открываются интернаты — например, Детский дом-лаборатория «Международная солидарность» — в которых организовано «свободное половое развитие детей». Это был первый в мире опыт введения сексуального образования в дошкольных учреждениях. Однако из-за обвинений в «несовместимости» с марксизмом, психоанализ подвергся запрету и гонениям со стороны Сталина, и было решено экспериментальные работы в этой области прекратить.
В 1994 году Б. Ельцин подписал федеральную программу «Дети России», в составе которой имелась подпрограмма «Планирование семьи». В некоторых школах начали проводить экспериментальные занятия по половому воспитанию. В 1994 году на программу «Планирование семьи» было выделено два миллиарда рублей. Однако к 1997 году в СМИ и среди консервативной общественности стали высказываться недовольства, и половое воспитание не было включено в школьную программу.
С 2012 года в России действуют поправки к закону «О защите детей от информации, причиняющей вред их здоровью и развитию», которые запрещают «изображать и описывать действия сексуального характера» детям до 16 лет. Данный закон значительно затрудняет проведение уроков полового воспитания в школах.
По словам министра образования Ольги Васильевой, сексуальным просвещением подростков должны заниматься родители:
«Разговор ведёт родитель, выбирая возраст, когда он необходим. Уверена, что каждый родитель хочет счастливую семью для ребёнка. Но такие вопросы должны быть не в начальной школе. Я против упрощённости. Этот флёр не должен исчезать из нашей жизни. Мир не должен жить без любви».
В апреле 2014 Госдума России ратифицировала факультативный протокол к Конвенции о правах ребёнка, а также европейскую конвенцию о защите детей от сексуальной эксплуатации и сексуальных злоупотреблений. Оба документа предусматривают введение полового просвещения в школах. Бывший на тот момент детским омбудсменом адвокат Павел Астахов, отстаивал позицию, согласно которой уроки полового воспитания «могут противоречить нормам морали и нравственности, а также традициям России»:

«Я являюсь противником любого секспросвета среди детей. Это деятельность, которая должна быть запрещена, в первую очередь, с точки зрения закона об основных гарантиях прав ребёнка, потому что недопустимо заниматься такими вещами, которые развращают ребёнка, и, конечно, с точки зрения закона о защите детей от вредной информации».
— «П. Астахов: Лучшее половое воспитание — это русская литература», РБК, 18.09.2013
По данным опроса ВЦИОМ, 60 % россиян поддерживают появление школьных программ, в рамках которых школьники смогут узнать о методах контрацепции.

#### Финляндия
Обычно половое просвещение включают в различные обязательные курсы, в основном, как часть уроков по биологии (в младших классах), а позже в курс, относящийся к общим вопросам здоровья. Федерация «Народонаселения и благосостояния семьи» предоставляет всем 15-летним подросткам вводный сексуальный набор, который включает информационную брошюру, презерватив и мультипликационную историю любви.

#### Франция
С 1973 г. в этой стране половое просвещение является частью школьной программы. Предусмотрено, что школы предоставляют 30—40 часов полового просвещения и раздают презервативы учащимся 8—9 классов. В январе 2000 г. французское правительство предприняло информационную кампанию по противозачаточным средствам с рекламами на ТВ и на радио, а также распространило 5 миллионов листовок по противозачаточным средствам среди учащихся средних школ.

#### Швейцария
В этой стране содержание и объём полового просвещения определяется на уровне кантонов. В Женеве курсы проводят на уровне средней школы с 1950-х годов. Позже такие инициативы проникли в начальные школы, ставя целью осведомить детей о том, «что можно и что нельзя», и подготовить их к тому, чтобы быть способными сказать «Нет». В средних школах в возрасте 13—14 лет всем ученикам показывают презервативы, разворачивая на пальце учителя. Для этой цели обычно классы разделяются на подгруппы только мальчиков и только девочек. Однако презервативы не распространяются, за исключением раздачи старшим подросткам в государственном необязательном обучении (в возрасте 16—17 лет).

#### Швеция
С 1956 г. в этой стране половое просвещение стало обязательной частью школьного обучения. Обычно этот предмет начинается в возрасте между 7 и 10 годами и продолжается в последующих классах, будучи включённым в различные предметы, такие как биология и история.

### Северная Америка
- Куба. Антонио Арчулета получил степень доктора по половому просвещению в США. Его методы, очень схожие с теми, которые применяют и которым обучают в общественных школах США, широко одобряются в медицинском сообществе[48].

#### США
С 1991 г. в США уровни частоты подростковых родов снижались, но отчёт 2007 г. показал 3%-е повышение в период с 2005 по 2006 год. В период с 1991 по 2005 год доля подростков в процентах, сообщивших о том, что они не вступали в половую связь или были сексуально активны, показала небольшое снижение. Тем не менее, США продолжают показывать самый высокий уровень частоты родов и один из самых высоких уровней частоты заболеваемости болезнями, передающимися половым путём среди подростков в индустриализованном мире.
В американских школах преподают две основные формы полового просвещения: полное и ограниченное воздержанием. Различие между этими двумя подходами и их влияние на поведение подростков остаётся предметом разногласий. Опросы общественного мнения показали, что подавляющее число американцев поддерживают более широкие программы полового просвещения, чем те программы, которые преподают только о воздержании. Однако позже просветители воздержания опубликовали свои данные опроса с противоположным заключением.
Почти все учащиеся в США между 5—10 классами не менее одного раза получают определённую форму полового просвещения. Многие школы начинают обращаться к этой теме в 3—4 классах. Вместе с тем то, что изучают учащиеся, варьирует очень широко, потому что решения о программе децентрализованы. Многие штаты имеют законы, которые направляют, что преподавать на уроках полового просвещения, и позволяют родителям выбирать. Некоторые законы штатов право решений по программе оставляют за отдельными школьными участками.
Например, исследование, проведённое институтом Гутмахера, установило, что в США большинство курсов полового просвещения в 5—10 классах освещают половое созревание, ВИЧ, заболевания, передающиеся половым путём, воздержание, последствия подростковой беременности и то, как противостоять давлению ровесников. Другие темы, такие как методы предупреждения беременности и инфекции, сексуальная ориентация, сексуальное насилие, факты и этическая информация об аборте, варьировали более широко.
- Полное половое просвещение освещает воздержание как положительный выбор, но преподаёт также контрацепцию и избегание заболевания, передающиеся половым путём при сексуальной активности.

Исследование, проведённое фондом семьи Кайзер в 2002 г., установило, что 58 % директоров средних школ характеризуют свои программы полового просвещения как полные.
Сторонники полного полового просвещения, которые включают Американскую психологическую ассоциацию, Американскую медицинскую ассоциацию, Национальную ассоциацию школьных психологов, Американскую академию педиатрии, Американскую ассоциацию общественного здравоохранения, Общество подростковой медицины и Американскую ассоциацию здравоохранения колледжей аргументируют, что сексуальное поведение после полового созревания — это признанный факт, а поэтому важно предоставить информацию о рисках и как можно уменьшить их. Они также считают, что отказ в предоставлении подросткам такой фактической информации ведёт к незапланированным беременностям и к заболеваниям, передающимся половым путём.
- Половое просвещение, ограниченное воздержанием, доводит до подростков то, что им следует воздерживаться от секса до вступления в брак, и не предоставляет информацию о контрацепции. В исследовании фонда семьи Кайзер 34 % директоров средних школ сообщили, что в их школах «основной мотив был только воздержание». Сторонники полового просвещения, ограниченного воздержанием, возражают программам, которые не преподают их стандарт морального поведения. Они подкрепляют это тем, что моральные принципы, основанные на сексе в пределах супружеских уз, «здоровые и конструктивные», а не имеющее ценности знание о теле может привести к аморальным, нездоровым и вредоносным практикам[62].

В последние десять лет федеральное правительство поддерживало половое просвещение, ограниченное воздержанием, направив более миллиарда долларов на такие программы.
В настоящее время около 25 штатов отклонили такое финансирование с тем, чтобы продолжать проведение полного полового просвещения.
Финансирование одной из двух основных программ федерального правительства, ограниченных воздержанием, продлено до 31 декабря 2007 года. Конгресс ведёт дебаты, продолжать ли финансирование позже этой даты. Влияние просвещения, ограниченного воздержанием, на отмеченное выше повышение частоты подростковой беременности остаётся невыясненным. На данный момент ни одно опубликованное исследование программ, ограниченных воздержанием, не установило устойчивых и значительных влияний программ на начало половой жизни подростков. В 2007 году исследование, заказанное Конгрессом, отметило, что учащиеся средних классов, которые участвовали в программах полового просвещения, ограниченного воздержанием, с такой же частотой имели секс, будучи подростками, как и те, которые не участвовали в программах. Сторонники полового просвещения, ограниченного воздержанием, заявили, что исследование было слишком ограниченным, что оно началось, когда программа такого просвещения была лишь в начале, и что исследование игнорировало другие исследования, которые показали положительные результаты.
Исследование оценило, что более половины из всех новых случаев ВИЧ-инфекции, возникали ранее возраста 25 лет и приобретались через незащищённый секс. По мнению специалистов по СПИД, многие из числа новых случаев происходили потому, что молодые люди не обладали знаниями или навыками по защите себя. С целью проверки и решения этой проблемы Американская психологическая ассоциация рекомендует, чтобы полное половое просвещение и программы предупреждения ВИЧ стали более доступными молодёжи. Молодые люди нуждаются в этом для того, что получить помощь в защите от ВИЧ/СПИД и других заболеваний, передающихся половым путём, которыми они могли бы инфицироваться, если решат заниматься сексом.
По данным опросов общественного мнения, только 7 % американцев выступают против «sex education». 15 % опрощенных выступают за просвещение, связанное только с воздержанием.

### Голландская модель
При самом низком уровне подростковой беременности в Европе (8,4 на 1000 девушек в возрасте 15—19 лет), при самом частом применении контрацепции среди молодых людей в мире любая инициатива в Нидерландах заслуживает внимания со стороны других государств. Специалисты из Института социальных и сексологических исследований Нидерландов писали в специализированном журнале: «Нет страны, которая так много вложила бы в исследование планирования семьи …внимание средств массовой информации и улучшение предоставления обслуживания, как Нидерланды».
Хотя в этой стране нет обязательной государственной программы, почти все средние школы предоставляют половое просвещение как часть уроков по биологии, а более чем в половине начальных школ обсуждают сексуальность и контрацепцию. Голландская модель фокусируется на биологических аспектах полового размножения, ценностях, отношениях, навыках общения и ведения переговоров. Средства массовой информации поощрили ведение открытого диалога и гарантии со стороны системы здравоохранения по сохранению конфиденциальности и неосудительном отношении. В школе голландские дети рано узнают о сексуальности и контрацепции.
По мнению профессора по просвещению при университете г. Амстердам Х. Роулинг, «Голландское правительство всегда признавало факт, что просвещение лучше, чем отрицание» и этим предметом занимаются в школах с 1970-х годов. С 1993 г. без определения содержания уроков правительство подчеркнуло, что школам следует стремиться к привитию у учащихся навыков принятия собственных решений, касающихся здоровья, особенно сексуальности. Были пересмотрены учебники, и по мнению Джоу Рейндерс из Фонда предупреждения заболеваний, передающихся половым путём, Нидерландов, в настоящее время дают более «полный подход к сексуальности». Некоторые школы просто пользуются этими учебниками, другие школы дополняют их с помощью набора от фонда, который включает видео, пособие для учителя и журнал учащегося. Субсидируемый правительством Нидерландов набор «Пусть долго живёт любовь» разработан в конце 1980-х годов, когда СПИД признали в качестве проблемы, угрожающей здоровью. Он предназначается для того, чтобы подростки приобрели навыки принимать свои собственные решения, относящиеся здоровья и сексуальности. По мнению Джоу Рейндерс, который разработал упомянутый набор в ходе консультации с церквями, должностными лицами здравоохранения и организациями планирования семьи «СПИД явился толчком для полового просвещения в школах. Это побудило учителей стать более откровенными и обсуждать нормы и ценности, используя заинтересованный подход». «Система просвещения очень сильно построена не только на передаче знаний, но и на даче навыков для применения этого знания в повседневной жизни». «Навыки принятия решения весьма важны».
Некоторые учителя в Нидерландах подходят к сексуальности с обучаемыми в возрасте 12—15 лет с откровенным разговором: «Как бы вы отреагировали, если ваш сексуальный партнёр отказался пользоваться презервативом? Как ваши друзья относятся к презервативам? Напишите о том, что вы думаете, и мы ответим. Спросите нас, были ли вы правы».
- Но полового просвещения недостаточно для того, чтобы объяснить голландский результат[38]. Так, фонд Рутгерс, Ассоциация по планированию семьи, который провёл несколько широкомасштабных общественных кампаний за последние десятилетия, видит созвездие других факторов[70].

На передовом фронте открытого диалога были средства массовой информации: в период 1933—1997 гг. в беседах в прайм-тайме ведущая голландская поп-звезда обсуждала вопросы сексуальности.
Конфиденциальность, гарантированная анонимность и неосудительное отношение являлись характерными чертами системы здравоохранения.
Наконец, не меньшую значимость имело то, что «родители в Нидерландах пользовались очень прагматическим подходом. Они знали, что их дети планируют секс, родители были готовы подготовить их и поговорить с детьми об их ответственности».
Миша Хеегер из фонда Рутгерс говорит, что ключевое слово было «Широкое применение противозачаточных средств». По результатам исследования Института социальных и сексологических исследования Нидерландов 85 % сексуально активных молодых людей пользуются противозачаточными средствами, таблетки доступны свободно.
Даже с этими достижениями Фонд предупреждения заболеваний, передающихся половым путём, Нидерландов признаёт, что для многих учителей, несмотря на подготовку, проводимую в течение многих лет, в особенности Фондом Рутгерс, всё ещё трудно беседовать с учащимися о сексуальности. Организации по планированию семьи озабочены также более высокими уровнями подростковой беременности среди девушек — турчанок и марокканок, они разрабатывают программы, специально направленные на них. Фонд Рутгерс предоставляет подготовку врачам и социальным работникам, а также помощь министерствам просвещения, особенно в Центральной и Восточной Европе и в Средней Азии, в разработке программ. Для тех критиков, которые утверждают, что «разговор о сексе даёт детям неправильное представление», Джос Поелмае из Фонда предупреждения заболеваний, передающихся половым путём Нидерландов, даёт один ответ. «Смотрите фактам в лицо. У нас самое небольшое количество матерей-подростков в Европе, а голландские учащиеся не начинают секс раньше своих зарубежных ровесников. Средний возраст первого полового сношения в молодости 17,7 года».